# 似金娜里龍屬
似金娜里龍屬（學名：Kinnareemimus）是獸腳亞目似鳥龍下目恐龍的一屬，生存於白堊紀早期的泰國。
目前僅發現一個標本，包含：脊椎、部分恥骨、距骨、以及不完整的腓骨。第三距骨的側向非常窄，類似夾蹠龍類（Arctometatarsalia）；夾蹠龍類當時包含似鳥龍下目、暴龍超科、傷齒龍科、及近頜龍科，目前是個廢棄不用的說法。似金娜里龍的化石發現於泰國東北部坤敬府的薩卡組（Sao Khua Formation）地層，地質年代為下白堊紀的凡藍今階至豪特里維階，所以是已知生存年代最早的似鳥龍類恐龍之一。在2009年，埃瑞克·比弗托（Eric Buffetaut）等人提出，似金娜里龍代表後期的似鳥龍類起源自亞洲。

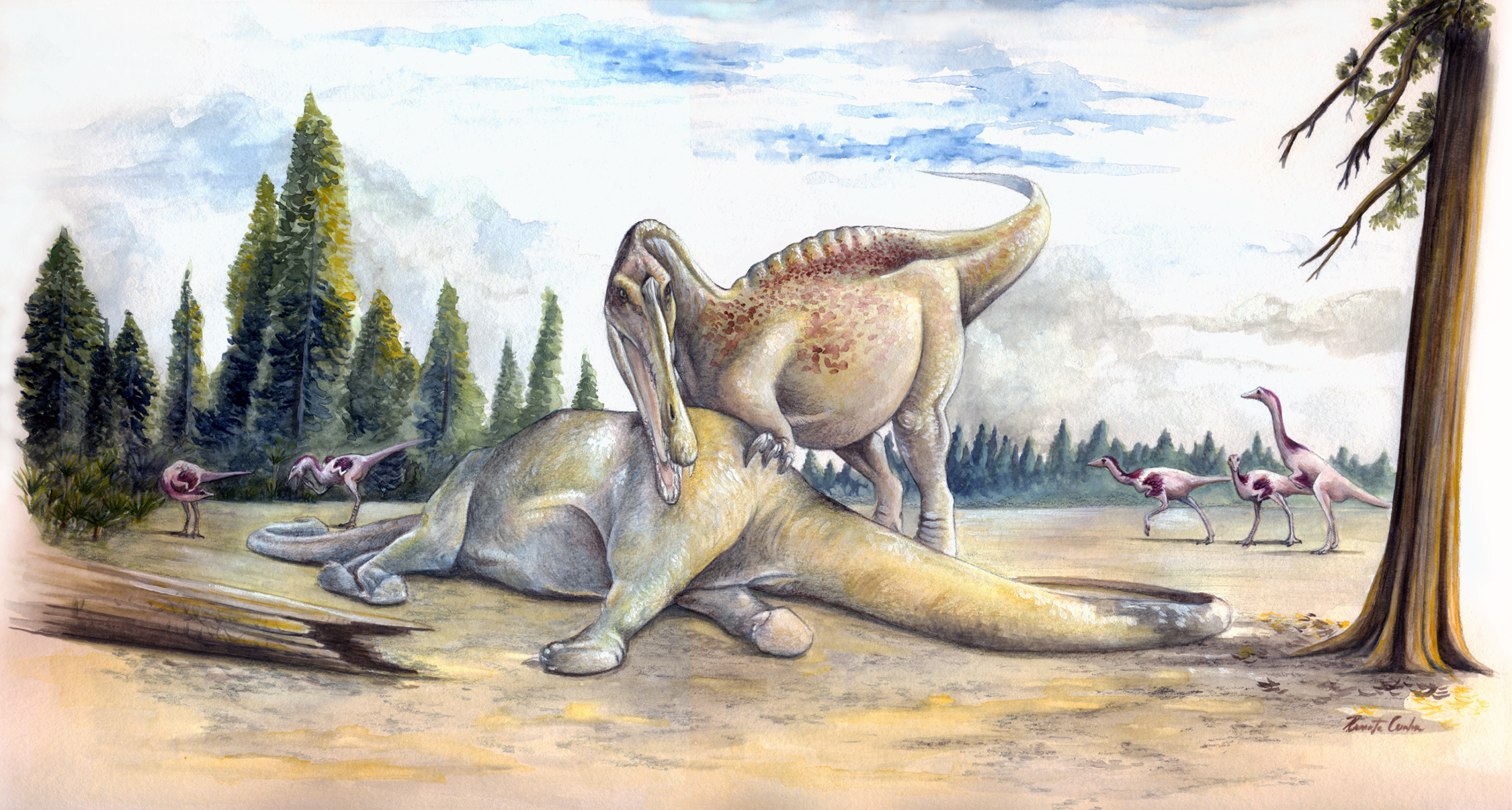
薩卡組生態復原圖，似金娜里龍位於後方

在1999年，泰國科學家Sasithorn Kamsupha首次提到這屬恐龍，非正式地命名為似金娜里龍（Kinnareemimus）。在2000年，日本科學家將這屬恐龍稱為似菊娜鳥龍（"Ginnareemimus"），但仍是未敘述的非正式名稱。
直到2009年，才被埃瑞克·比弗托等人正式研究、命名。模式種是孔敬似金娜里龍（K. khonkaenensis），屬名是以泰國樂神金娜里為名，金娜里神的女性形象為上半身是女人、下半身是鳥類。

## 外部連結
- Brief decription（页面存档备份，存于） on the Dinosaur Mailing List